# Nikola Babić
Nikola Babić (Sveti Juraj, 5 dicembre 1905 – Zagabria, 25 ottobre 1974) è stato un calciatore jugoslavo, di ruolo attaccante.